# 1812 (Tchaikovsky)
1812 là bản overture nổi tiếng nhất của nhà soạn nhạc người Nga Pyotr Ilyich Tchaikovsky. Tác phẩm được sáng tác vào năm 1880, kỷ niệm cuộc rút chạy của Napoléon Bonaparte khỏi Moskva năm 1812. Trong tác phẩm có đưa thêm La Marseillaise và quốc ca của nước Nga Sa hoàng thời đó. Ý định ban đầu của Tchaikovsky là bản nhạc sẽ được biểu diễn tại một quảng trường của Moskva với một dàn quân nhạc lớn, những tiếng chuông nhà thờ và tiếng súng đại bác. Đây là một trong những tác phẩm hiếm hoi sử dụng cả khánh trong dàn nhạc giao hưởng.

## Nhạc cụ tham gia
- Bộ đồng: bao gồm bất cứ vật dụng đồng nào có sẵn, để tạo âm thanh ngân vang như chuông nhà thờ (chỉ có ở phần kết). Các nhạc cụ đồng khác bao gồm 4 cor trong Fa, 2 cor trong Si giáng, 2 trumpet trong Mi giáng, 3 trombone (2 tenor, 1 bass) và 1 tuba
- Bộ gỗ: 1 piccolo, 2 flute, 2 oboe, 1 cor anglais, 2 clarinet trong Si giáng và 2 bassoon
- Bộ gõ: timpani, trống trầm, trống rỗng, chũm chọe, tambourine, kẻng tam giác, dàn chuông, và 1 khẩu đội pháo
- Bộ dây: violin 1 và 2, viola, cello, double bass

## Âm thanh
| Bản overture 1812 của Tchaikovsky |  |
|                                   |  |
|                                   |  |